# Laurens Spethmann
Laurens Heinrich Christian Spethmann (* 16. Juli 1930 in Hamburg; † 31. Juli 2021 in Jesteburg) war ein deutscher Unternehmer. 

## Leben und Wirken

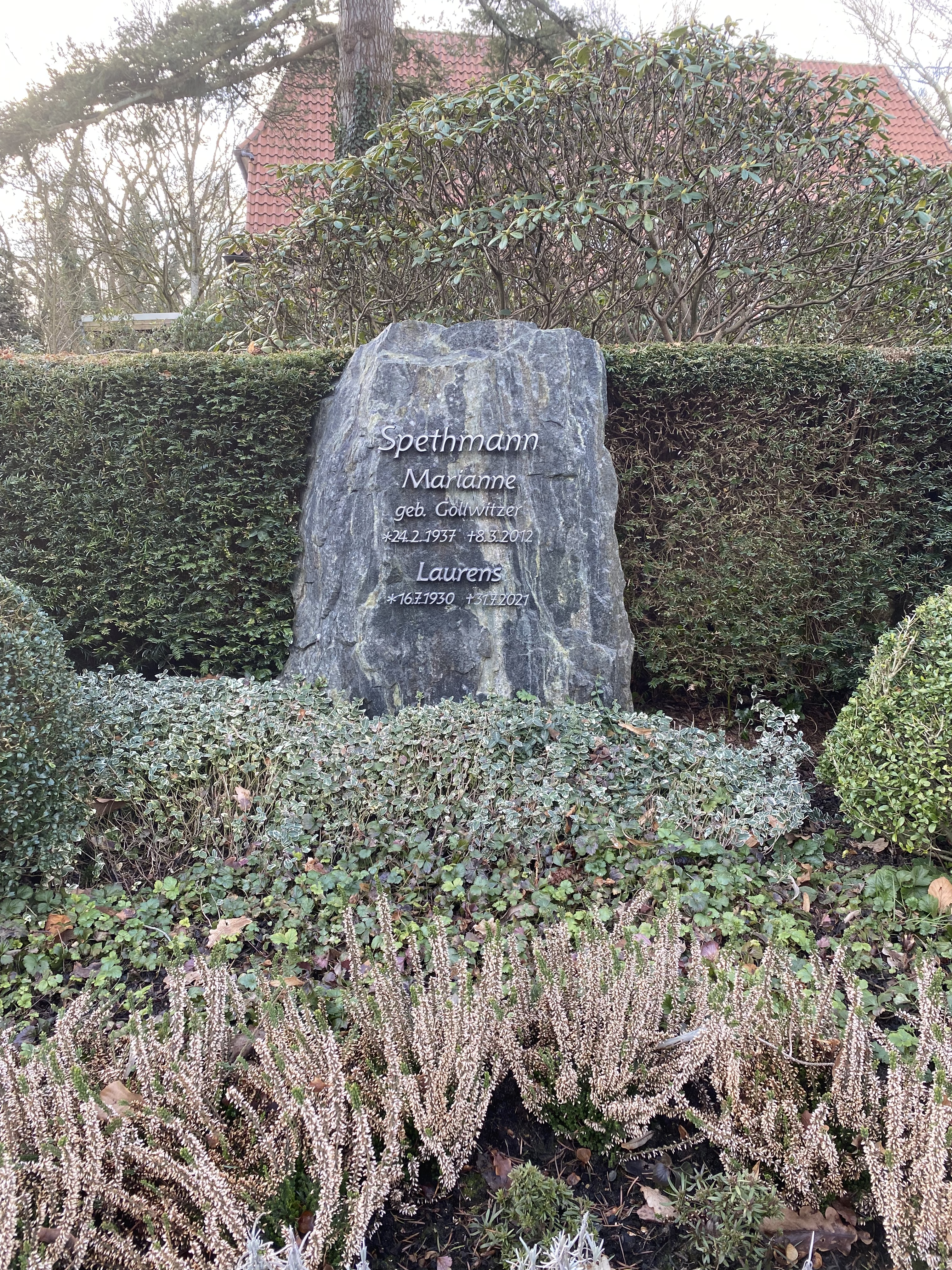
Grabstätte auf dem Alten Friedhof in Jesteburg

Spethmann wurde 1953 im Alter von 23 Jahren Geschäftsführer der Ostfriesischen Tee Gesellschaft und baute sie zu einem großen Unternehmen aus, das unter anderem auch in Österreich operiert. Er gründete unter anderem die Teemarke Milford. Zu seiner Firmengruppe gehören die Teefirmen Onno Behrends, Meßmer und Grosch.
Laurens Spethmann wurde auf dem Alten Friedhof in Jesteburg beigesetzt.

## Auszeichnungen
1996 erhielt Spethmann das Große Silberne Ehrenzeichen für Verdienste um die Republik Österreich
Am 11. September 2000 wurde ihm das Verdienstkreuz I. Klasse des Niedersächsischen Verdienstordens verliehen.
Er erhielt 2002 für seine Verdienste um die österreichische Wirtschaft den Berufstitel Kommerzialrat. Aufgrund der Gründung der Laurens H. C. Spethmann Stiftung und seiner Tätigkeit im karitativen Bereich erhielt er am 4. Oktober 2005 das Bundesverdienstkreuz 1. Klasse.